# Поливное (Саратовская область)
Поливное — посёлок в Александрово-Гайском районе Саратовской области, в составе сельского поселения Александрово-Гайское муниципальное образование.

## История
Указом Президиума ВС РСФСР в 1991 г. вновь возникшему населенному пункту на территории Александрово-Гайского района Саратовской области присвоено наименование поселок Поливное.

## Население
| 2010 | 2018 |
| ---- | ---- |
| 74   | ↘39  |